# Bàndicut ornat
El bàndicut ornat (Microperoryctes ornata) és un marsupial de la família dels bàndicuts. Aquesta espècie és endèmica de les muntanyes de l'est de Nova Guinea, a la província d'Enga, on viu a altituds d'entre 1.000 i 3.600 msnm. El seu hàbitat natural són els boscos de muntanya.